# Lijst van Nederlandse deelnemers aan de Olympische Winterspelen van 1964
Dit is een lijst van Nederlandse deelnemers aan de Winterspelen van 1964 in Innsbruck.
| Olympiër         | Sport       | Onderdeel                         | Ervaring  |
| ---------------- | ----------- | --------------------------------- | --------- |
| Willy de Beer    | schaatsen   | 1000 meter 1500 meter 3000 meter  | debutant  |
| Sjoukje Dijkstra | kunstrijden | individueel                       | 3e Spelen |
| Rudie Liebrechts | schaatsen   | 1500 meter 5000 meter 10000 meter | debutant  |
| Peter Nottet     | schaatsen   | 5000 meter                        | debutant  |
| Ard Schenk       | schaatsen   | 1500 meter                        | debutant  |
| Kees Verkerk     | schaatsen   | 1500 meter 5000 meter 10000 meter | debutant  |